# براين ريتشي
براين ريتشي (بالإنجليزية: Bryn Ritchie)‏ هو لاعب كرة قدم أمريكي في مركز الدفاع، ولد في 28 نوفمبر 1979 في ميدفورد في الولايات المتحدة. لعب مع Portland Timbers (2001–2010) ‏.